# Salvadora lemniscata
Espèce
Synonymes
- Drymobius lemniscatus Cope, 1895

Statut de conservation UICN

 LC  : Préoccupation mineure
Salvadora lemniscata  est une espèce de serpents de la famille des Colubridae.

## Répartition
Cette espècese rencontre :
- au Guatemala ;
- au Mexique dans les États d'Oaxaca, du Guerrero et du Chiapas.

## Description
C'est un serpent ovipare.

## Publication originale
- Cope, 1895 "1894" : The classification of the ophidia. Transactions of the American Philosophical Society, vol. 18, p. 186-219 (texte intégral).